# 8132 Vitginzburg
8132 Vitginzburg eller 1976 YA6 är en asteroid i huvudbältet som upptäcktes den 18 december 1976 av den ryska astronomen Ljudmila Tjernych vid Krims astrofysiska observatorium på Krim. Den är uppkallad efter den ryske nobelpristagaren Vitalij L. Ginzburg.
Den tillhör asteroidgruppen Eunomia.